# العلاقات الروسية البيلاروسية
تُعتبر روسيا الشريك الأكبر والأهم لبيلاروسيا في المجالين السياسي والاقتصادي. وُقِّع على معاهدة الحقوق المتساوية للمواطنين بين بيلاروسيا وروسيا في ديسمبر عام 1998، والتي غطت التوظيف والحصول على الرعاية الطبية والتعليم. يشكل البلدان دولة اتحاد فوق وطنية. 

## العلاقات الاقتصادية

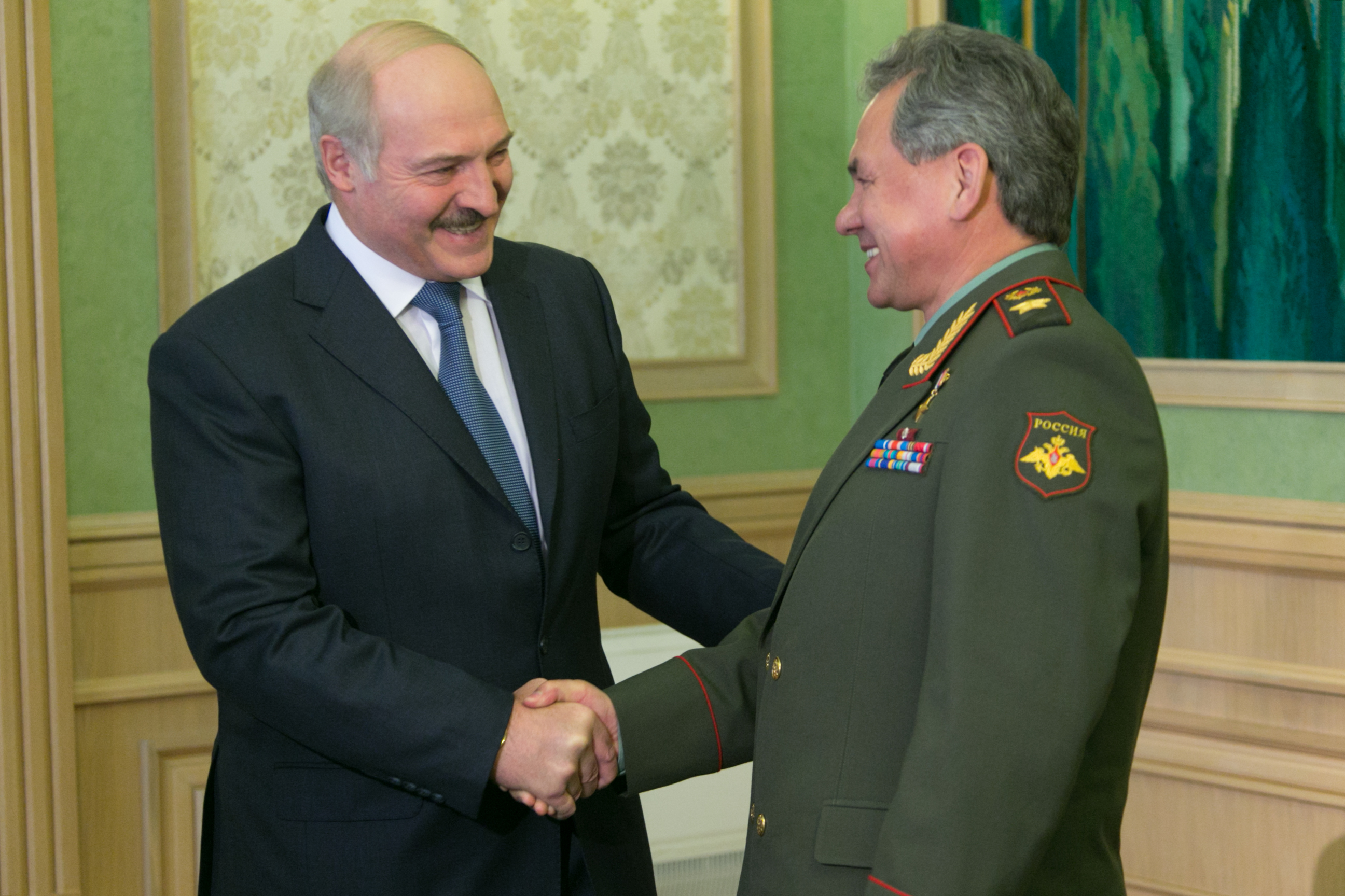
لقاء ألكسندر لوكاشينكو مع سيرجي شويجو

تمثل روسيا حوالي 48% من التجارة الخارجية لبيلاروسيا. تشكل بيلاروسيا حوالي 6% من تجارة روسيا. باعت شركة غازبروم الغاز إلى بيلاروسيا بالأسعار المحلية الروسية قبل عام 2004، ويرجع ذلك أساسًا إلى عملية التكامل السياسي بين البلدين. أرادت شركة غازبروم ضمان النقل الموثوق للغاز الروسي عبر الأراضي البيلاروسية من خلال السيطرة على شبكة النقل البيلاروسية؛ وذلك عندما بدأت هذه العملية بمواجهة بعض العقبات في العقد الأول من القرن الحادي والعشرين وأواخر التسعينيات. 
حاولت شركة غازبروم شراء شركة بيلترانسغاز مشغّلة الشبكة البيلاروسية؛ ولكن الخلافات حول السعر أدت إلى نزاع على الغاز بين روسيا وبيلاروسيا في عام 2004، فأوقفت غازبروم الإمدادات إلى بيلاروسيا في 1 يناير عام 2004. وُقِّع عقد غاز جديد في يونيو عام 2004، وتحسنت العلاقات بين الدولتين بعد ذلك. علقت روسيا مؤقتًا بيعها المخفَّض للنفط إلى بيلاروسيا في يناير عام 2020، وتفاوضت لاحقًا على حل وسطي. استجابت بيلاروسيا بتنويع وارداتها النفطية، وأحضرت النفط من دول مثل النرويج، وأذربيجان، والمملكة العربية السعودية، والولايات المتحدة. اتهم الرئيس البيلاروسي لوكاشينكو روسيا باستخدام النفط كوسيلة ضغط للحصول على اندماج نهائي بين روسيا وبيلاروسيا. 

### التوتر الدبلوماسي
اندلع خلاف دبلوماسي خطير بين البلدين في عام 2009. اتهم رئيس بيلاروسيا ألكسندر لوكاشينكو روسيا بتقديم قرض بقيمة 500 مليون دولار بشرط اعتراف بيلاروسيا بأبخازيا وأوسيتيا الجنوبية، ولكنه علق على ذلك قائلًا بإن موقف بيلاروسيا ليس للبيع. أعلن لوكاشينكو أنه يجب على مواطني بيلاروسيا الالتزام بالقوانين الجورجية عند السفر إلى المنطقتين؛ وصرحت وزارة الخارجية أنه يجب على جميع المواطنين البيلاروسيين استخدام نقاط الدخول على الجانب الجورجي. أعلن لوكاشينكو أنه يجب على بيلاروسيا «البحث عن السعادة في أجزاء أخرى من الكوكب» بدلاً من روسيا. شبّه لوكاشينكو سكان بيلاروسيا البالغ عددهم 10 ملايين، تعليقًا على التعاون العسكري الوثيق بين البلدين، بدرع بشري لروسيا ضد الغرب، وهي خدمة قال إنها «ليست مجانية». اندلعت حرب الحليب المزعومة في يوليو عام 2009، وذلك عندما حظرت روسيا جميع واردات الألبان من بيلاروسيا، قائلة إنها لا تخضع للوائح الجديدة. 
اتهمت بيلاروسيا روسيا باستخدام الحظر لأغراض سياسية، ونفت روسيا أن يكون الحظر سياسيًا. سرعان ما رفعت روسيا الحظر واستأنفت بيلاروسيا تسليم منتجات الألبان إلى روسيا. نشأ خلاف جديد عندما زعمت روسيا أن بيلاروسيا تدين بملغ 231 مليون دولار لإمدادات الغاز التي استخدمتها منذ بداية العام. هددت بيلاروسيا بفرض رقابة على الحدود والجمارك على حدودها مع روسيا، ورفضت حضور محادثات منظمة معاهدة الأمن الجماعي في موسكو. شكك الرئيس لوكاشينكو في مقابلة في ضرورة إقامة علاقات دبلوماسية مع روسيا، وقال إن روسيا «تحاصر» بيلاروسيا.

انتقد الرئيس الروسي فلاديمير بوتين عقوبات الاتحاد الأوروبي ضد بيلاروسيا في 31 مايو عام 2012، وقال بوتين ولوكاشينكو في بيان مشترك:
«ستنسق روسيا وبيلاروسيا الجهود لمواجهة محاولات التدخل في الشؤون الداخلية لدولة الاتحاد، وممارسة الضغط من خلال تطبيق تدابير أو عقوبات تقييدية». 

## التعاون العسكري
تتمتع روسيا وبيلاروسيا بعلاقات عسكرية وثيقة، ويشتركان بنشاطات علمية عسكرية مشتركة مختلفة. تدير روسيا أيضًا العديد من القواعد العسكرية والرادارات في بيلاروسيا، والتي تشمل محطة رادار هانتسافيتشي، وهو رادار إنذار قديم تديره قوات الدفاع الجوي الروسية.
سعت روسيا إلى استبدال العلاقات الدفاعية الأوكرانية مع بيلاروسيا نتيجة لأزمة أوكرانيا في عام 2014. عادت العلاقات البيلاروسية والروسية إلى طبيعتها عبر إجراء تدريبات عسكرية في 14 سبتمبر عام 2017.

## مقارنة بين البلدين
هذه مقارنة عامة ومرجعية للدولتين:
| وجه المقارنة                                              | روسيا                                   | روسيا البيضاء                    |
| --------------------------------------------------------- | --------------------------------------- | -------------------------------- |
| المساحة (كم2)                                             | 17.08 مليون                             | 207.60 ألف                       |
| عدد السكان (نسمة)                                         | 146.80 مليون                            | 9.50 مليون                       |
| الكثافة السكانية (ن./كم²)                                 | 8.59                                    | 45.76                            |
| العاصمة                                                   | موسكو                                   | مينسك                            |
| اللغة الرسمية                                             | اللغة الروسية                           | اللغة البيلاروسية، اللغة الروسية |
| العملة                                                    | روبل روسي                               | روبل بلاروسي                     |
| الناتج المحلي الإجمالي (بليون دولار)                      | 1.58 تريليون                            | 54.44 مليار                      |
| الناتج المحلي الإجمالي (تعادل القوة الشرائية) بليون دولار | 3.69 تريليون                            | 168.35 مليار                     |
| الناتج المحلي الإجمالي الاسمي للفرد دولار أمريكي          | 9.09 ألف                                | 5.74 ألف                         |
| الناتج المحلي الإجمالي للفرد دولار أمريكي                 |                                         | 18.18 ألف                        |
| مؤشر التنمية البشرية                                      | 0.798                                   | 0.798                            |
| رمز المكالمات الدولي                                      | +7                                      | +375                             |
| رمز الإنترنت                                              | .ru، .рф، .рус ‏، .su                    | .by، .бел                        |
| المنطقة الزمنية                                           | Magadan Time ‏، ت ع م+02:00، ت ع م+12:00 | ت ع م+03:00                      |

## مدن متوأمة
في ما يلي قائمة باتفاقيات التوأمة بين مدن روسية وبيلاروسية:
- ترتبط دوموديدوفو مع بينسك باتفاقية توأمة.
- ترتبط نوفوروسيسك مع برست باتفاقية توأمة منذ 1990.[16]
- ترتبط Yeysky District [الإنجليزية]‏ مع بارانافيتشي باتفاقية توأمة منذ 2011.
- ترتبط بروتفينو مع غوميل باتفاقية توأمة منذ 8 يوليو 1998.
- ترتبط شتشايولكوفو مع غرودنو باتفاقية توأمة.[17]
- ترتبط سورغوت مع غوميل باتفاقية توأمة منذ 30 أبريل 2005.
- ترتبط كورسك مع غوميل باتفاقية توأمة منذ 1990.
- ترتبط روسلافل مع Krychaw [الإنجليزية]‏ باتفاقية توأمة.
- ترتبط نوفوسيبيرسك مع مينسك باتفاقية توأمة منذ 2013.[18][18]
- ترتبط فيكسا مع جلوبين باتفاقية توأمة.
- ترتبط Krasnogvardeysky District, Saint Petersburg [الإنجليزية]‏ مع أورشا باتفاقية توأمة.
- ترتبط موسكو مع برست باتفاقية توأمة منذ 16 يوليو 1991.
- ترتبط خيمكي مع غرودنو باتفاقية توأمة.
- ترتبط سرغيايف بوساد مع سلونيم باتفاقية توأمة.[19]
- ترتبط أرمافير مع غوميل باتفاقية توأمة منذ 26 نوفمبر 2009.
- ترتبط مغنيتاغورسك مع غوميل باتفاقية توأمة منذ 1989.
- ترتبط كالينينغراد مع غوميل باتفاقية توأمة منذ 2003.[20][21][21][22]
- ترتبط أستراخان مع برست باتفاقية توأمة منذ 1998.[23][23][23][23]
- ترتبط نيجني نوفغورود مع مينسك باتفاقية توأمة منذ 1991.
- ترتبط دميتروف مع Maryina Horka [الإنجليزية]‏ باتفاقية توأمة.
- ترتبط مورمانسك مع مينسك باتفاقية توأمة منذ 9 سبتمبر 2016.[24][25][24][25]
- ترتبط بيتروزوفودسك مع برست باتفاقية توأمة منذ 1989.[26][27][28][26]
- ترتبط أوريول مع جودزينا باتفاقية توأمة منذ 29 أغسطس 2018.[29][29][29][29]
- ترتبط بريانسك مع مينسك باتفاقية توأمة منذ 2009.[30][31][32][33]
- ترتبط أوليانوفسك مع غوميل باتفاقية توأمة منذ 8 سبتمبر 2012.
- ترتبط تشيخوف مع Kapyl [الإنجليزية]‏ باتفاقية توأمة.
- ترتبط توسنو مع Rahachow [الإنجليزية]‏ باتفاقية توأمة.
- ترتبط كراسنويارسك مع موجيلوف باتفاقية توأمة منذ 2000.[34][34][35][36]
- ترتبط بودولسك مع باريساو باتفاقية توأمة منذ 8 سبتمبر 2001.
- ترتبط موروم مع بابرويسك باتفاقية توأمة منذ 2010.
- ترتبط Vasileostrovsky District [الإنجليزية]‏ مع غوميل باتفاقية توأمة منذ 12 مايو 1998.
- ترتبط ييسك مع باريساو باتفاقية توأمة منذ 2011.
- ترتبط مايتشي مع Smalyavichy district [الإنجليزية]‏ باتفاقية توأمة منذ 2001.[37][38][37][38]
- ترتبط أنابا مع غوميل باتفاقية توأمة منذ 21 مايو 2010.
- ترتبط أومسك مع مينسك باتفاقية توأمة منذ 27 نوفمبر 2012.[34][39][34][39]
- ترتبط تورجوك مع سلونيم باتفاقية توأمة.
- ترتبط Solntsevo District [الإنجليزية]‏ مع بارانافيتشي باتفاقية توأمة منذ 2007.
- ترتبط Dorogomilovo District [الإنجليزية]‏ مع برست باتفاقية توأمة.
- ترتبط Mytishchinsky District [الإنجليزية]‏ مع بارانافيتشي باتفاقية توأمة منذ 3 نوفمبر 2000.
- ترتبط تيومين مع برست باتفاقية توأمة.
- ترتبط كينيشما مع بارانافيتشي باتفاقية توأمة منذ 1 يونيو 2002.
- ترتبط روستوف على نهر الدون مع غوميل باتفاقية توأمة منذ 1999.[40][40][40][40]
- ترتبط نيجني تاجيل مع برست باتفاقية توأمة.
- ترتبط Krasnoselsky District, Saint Petersburg [الإنجليزية]‏ مع غوميل باتفاقية توأمة منذ 1 أغسطس 2001.
- ترتبط ريوتوف مع Nyasvizh [الإنجليزية]‏ باتفاقية توأمة.
- ترتبط Cheryomushki District [الإنجليزية]‏ مع غوميل باتفاقية توأمة منذ 13 يونيو 2007.
- ترتبط تاغانروغ مع بينسك باتفاقية توأمة منذ 2000.[41]
- ترتبط Zapadnoye Degunino District [الإنجليزية]‏ مع أورشا باتفاقية توأمة.
- ترتبط سفتلي مع ليدا باتفاقية توأمة.
- ترتبط كرنشتات مع أسيبوفيتشي باتفاقية توأمة منذ 1993.[42][43]
- ترتبط غوسيف مع فاوكافيسك باتفاقية توأمة.
- ترتبط سانت بطرسبرغ مع مينسك باتفاقية توأمة منذ 2 أكتوبر 1967.
- ترتبط فارونيش مع غوميل باتفاقية توأمة منذ 1968.[44][45][44][45]
- ترتبط ريازان مع برست باتفاقية توأمة.
- ترتبط سيكتيفكار مع موجيلوف باتفاقية توأمة منذ 1997.[46][47][46][47]
- ترتبط كوفروف مع برست باتفاقية توأمة.[48]
- ترتبط فيازما مع أورشا باتفاقية توأمة.
- ترتبط فولوغدا مع موجيلوف باتفاقية توأمة منذ 27 يونيو 2014.[49][49][49][49]
- ترتبط سامارا مع غوميل باتفاقية توأمة منذ 1992.
- ترتبط كالوغا مع مينسك باتفاقية توأمة منذ 1969.[50]
- ترتبط إيليكتروستال مع بولوتسك باتفاقية توأمة منذ 12 ديسمبر 2013.[51][51][51][51]
- ترتبط زفينيغورود مع موجيلوف باتفاقية توأمة.
- ترتبط كولومنا مع مالادزيشنا باتفاقية توأمة.

## منظمات دولية مشتركة
يشترك البلدان في عضوية مجموعة من المنظمات الدولية، منها:
| علم المنظمة | اسم المنظمة                        | تاريخ انضمام روسيا | تاريخ انضمام روسيا البيضاء |
| ----------- | ---------------------------------- | ------------------ | -------------------------- |
|             | الاتحاد البريدي العالمي            | ?                  | ?                          |
|             | اتفاقية السماوات المفتوحة          | ?                  | ?                          |
|             | منظمة حظر الأسلحة الكيميائية       | ?                  | ?                          |
|             | الأمم المتحدة                      | 24 أكتوبر 1945     | 24 أكتوبر 1945             |
|             | وكالة ضمان الاستثمار متعدد الأطراف | 29 ديسمبر 1992     | 3 ديسمبر 1992              |
|             | منظمة معاهدة الأمن الجماعي         | ?                  | ?                          |
|             | منظمة الشرطة الجنائية الدولية      | 27 سبتمبر 1990     | ?                          |
|             | مؤسسة التمويل الدولية              | 12 أبريل 1993      | 2 نوفمبر 1992              |
|             | الاتحاد الدولي للاتصالات           | 1866               | 7 مايو 1947                |
|             | البنك الدولي للإنشاء والتعمير      | 16 يونيو 1992      | 10 يوليو 1992              |
|             | رابطة الدول المستقلة               | 21 ديسمبر 1991     | ?                          |
|             | مجموعة الموردين النوويين           | ?                  | ?                          |
|             | منظمة الأمن والتعاون في أوروبا     | 1992               | 30 يناير 1992              |
|             | يونسكو                             | 21 أبريل 1954      | 12 مايو 1954               |
|             | دولة الاتحاد                       | 2 أبريل 1996       | ?                          |

## أعلام
هذه قائمة لبعض الشخصيات التي تربطها علاقات بالبلدين:

## وصلات خارجية
- موقع وزارة الخارجية الروسية
- موقع وزارة الخارجية البيلاروسية